# Daŭzjanka
Daŭzjanka (vitryska: Даўжанка) är ett vattendrag i Belarus.   Det ligger i voblasten Mahiljoŭs voblast, i den centrala delen av landet, 150 km öster om huvudstaden Minsk.
I omgivningarna runt Daŭzjanka växer i huvudsak blandskog. Runt Daŭzjanka är det glesbefolkat, med 17 invånare per kvadratkilometer.